# James Shields (Baseballspieler)
James Anthony Shields (* 20. Dezember 1981 in Newhall, Kalifornien) ist ein ehemaliger US-amerikanischer Baseballspieler und Pitcher in der Major League Baseball (MLB).

## Karriere
Shields wurde im Jahre 2000 im Amateur-Draft von den Tampa Bay Devil Rays gedraftet. Er bestritt sein erstes Spiel in der MLB am 31. Mai 2006 gegen die Baltimore Orioles. In seiner Rookie-Saison bei den Rays spielte Shields relativ unauffällig. Er beendete die Saison mit einem Win–Loss von 6 zu 8 und einem ERA von 4.84.
In der Saison 2007 entwickelte sich Shields zu einem der wichtigsten Pitcher in der Rotation der Rays neben Scott Kazmir. Er beendete die Spielzeit mit einem 12–8 bei einem ERA von 3.85 bei 31 Einsätzen. Mit 184 Strikeouts in 215 Innings war Shields einer der Besten seiner Liga. In der Saison 2008 konnte er einige Werte jeweils noch verbessern (14-8, 3.56 ERA in 33 Spielen). 2009 hingegen war Shields weniger erfolgreich mit 11 Siegen bei 12 Niederlagen in 33 Spielen.
Im Jahre 2008 unterschrieb Shields einen Vertrag über sieben Spielzeiten bei den Rays, der ihm bis zu 44 Mio. US$ einbringen kann.
Wegen der Verletzung des ersten-Pitchers, Scott Kazmir, pitchte Shields das Eröffnungsspiel der Saison 2008 für die Rays.

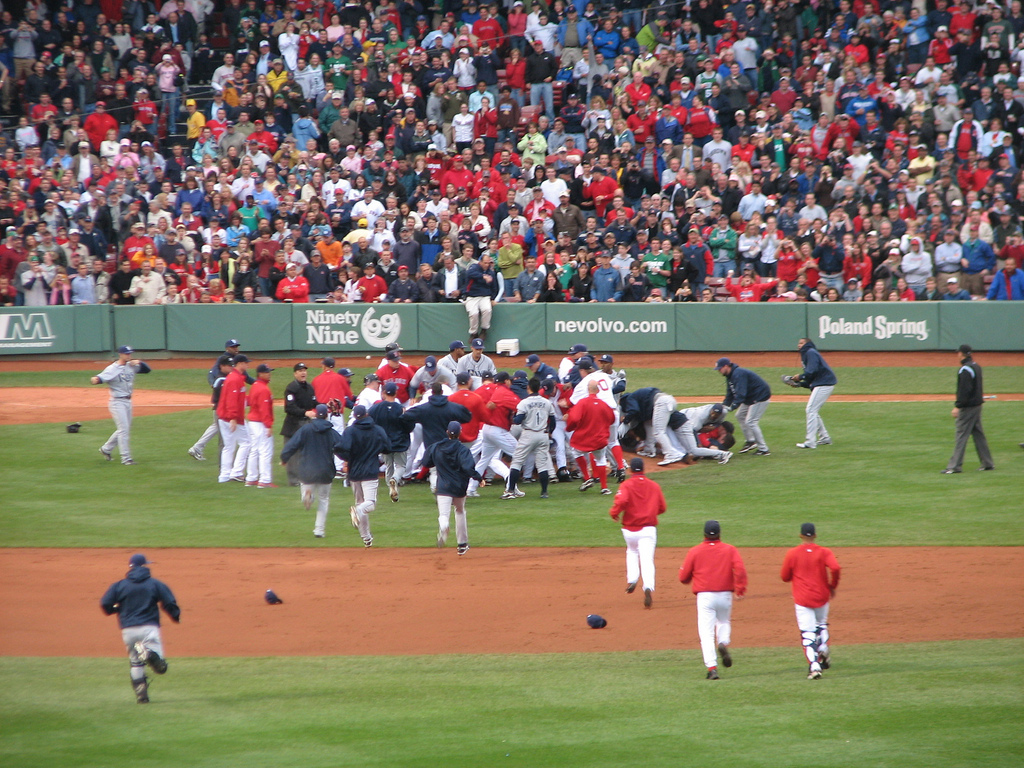
„Bench-Clearing Brawl“ (Rauferei aller Teammitglieder) am 5. Juni 2008

Shields wurde aufgrund seiner Rolle bei einer Rauferei von der Liga für sechs Spiele gesperrt. Bei dem Spiel am 5. Juni 2008 gegen die Boston Red Sox traf Shields Coco Crisp mit einem Hit by Pitch. Bei dem darauffolgenden Charging the Mound versuchte Shields Crisp einen Fausthieb zu verpassen, der allerdings sein Ziel verfehlte. Auch Crisp versuchte seinen Kontrahenten zu schlagen. In der Folge stürmten sämtliche Spieler, Manager und Betreuer beider Teams auf den Platz und es kam zu einem so genannten „Bench-Clearing Brawl“. Später gab Shields an, dass er versucht hätte, seine Mitspieler zu schützen, und dass er glaubte, das Richtige zu tun.

### World Series 2008
Shields erreichte mit den Rays die World Series 2008 gegen die Philadelphia Phillies. In Spiel 2 der Serie startete Shields und konnte den Win beim 4:2-Sieg seines Teams verbuchen. Es war der einzige Erfolg der Rays, welche die Serie mit 1:4 verloren.

## Persönliches
Shields lebt zwischen den Spielzeiten mit seiner Frau Ryane und seiner Tochter Ashtyn in Las Vegas.
Er ist ein Cousin des Outfielders Aaron Rowand, der bei den San Francisco Giants aktiv ist.